# دانيال بيوركمان
دانيال بيوركمان (بالسويدية: Daniel Björkman) هو لاعب كرة قدم سويدي في مركز الدفاع، ولد في 21 فبراير 1993 في السويد. لعب مع نادي أوربرو.

## وصلات خارجية
- دانيال بيوركمان على موقع اتحاد السويد (السويدية)
- دانيال بيوركمان على موقع قاعدة بيانات كرة القدم.إي يو (الإنجليزية)